# Marie Louise de Rohan
Marie Louise de Rohan (Marie Louise Geneviève; Parigi, 7 gennaio 1720 – Ratisbona, 4 marzo 1803) anche nota come Madame de Marsan, fu la governante di Luigi XVI di Francia e dei suoi fratelli.

## Biografia
Era la sorella del Principe di Soubise e Maresciallo di Francia; la nipote di Marie Louise fu Carlotta, principessa di Condé.
Marie Louise fu l'unica figlia femmina di Jules, Principe di Soubise ed Anne Julie de Melun. Dopo la morte dei suoi genitori di vaiolo nel 1724 a Parigi, lei e i suoi fratelli vissero a Versailles con il loro zio, Hercule Mériadec de Rohan, principe di Guéméné.
Suo fratello maggiore Charles aveva la stessa età di Luigi XV e diventò grande amico del Re.
Il 4 giugno 1736, Marie Louise sposò Gaston Jean Baptiste de Lorraine, Conte di Marsan e Walhaim, (1721–1743). La cerimonia di nozze fu celebrata all'hôtel de Mayenne dal suo prozio, il Cardinal de Soubise. All'età di 23 anni, Marie Louise diventò vedova poiché suo marito morì di vaiolo come i suoi genitori. Successivamente, condusse una vita pia e riservata. La coppia non ebbe figli sopravvissuti.
Da vedova, prese Louis Guillaume Le Monnier come amante; fu il medico di Luigi XV.
Suo marito era il fratello di Luisa Enrichetta Gabriella di Lorena, moglie del Duca di Bouillon.

### Governante reale
Dal 1727, la posizione di governante reale era stata detenuta da alcuni membri femminili della famiglia di Madame de Marsan. La sua bisnonna, Madame de Ventadour, fu la governante dei figli di Luigi di Francia, Duca di Borgogna, incluso Luigi XV, e in seguito dei figli dello stesso Luigi XV. Nel 1735, Ventadour si dimise e l'ufficio andò alla zia di Madame de Marsan, Marie Isabelle de Rohan (1699–1754), la duchesse de Tallard.
Quando Madame de Tallard morì nel 1754, Marie Louise fu nominata alla carica di sua zia di governante reale e assunta alle cure dei dieci figli di Luigi XV, alloggiando al Pavillon de Marsan (che da lei prese il nome), presso il Palazzo delle Tuileries. Madame de Marsan, vedova e senza figli, rimase alla carica di governante per ventidue anni e insegnò al futuro Luigi XVI e ai suoi fratelli. Il suo compito preferito fu il Conte di Provenza; lui a sua volta la chiamava ma chère petite chère amie.
Rimase in carica fino al 1776, quando ci fu un esodo di massa di vecchi nobili della corte a causa del disprezzo della regina Maria Antonietta per la formale etichetta di corte. Marie Louise si dimise dal suo incarico in favore della nipote, la Principessa di Guéméné, moglie di Henri Louis de Rohan, principe di Guéméné.
Nel 1777, Marie Louise utilizzò la sua influenza sul Re Luigi XVI per far ottenere a suo cugino Louis René de Rohan la nomina a Grande elemosiniere di Francia.
Nel 1789, al principio della Rivoluzione francese, Marie Louise fuggì dalla Francia. Lasciò dietro di sé il superbo hôtel sulla rue Neuve Saint Augustine a Parigi. Morì a Ratisbona in esilio all'età di 83 anni.

## Fratelli
I suoi fratelli furono:
- Charles de Rohan, Principe di Soubise, Duca di Rohan-Rohan (16 luglio 1715–4 luglio 1787) sposò Anne Marie Louise de La Tour d'Auvergne (1722–1739) ed ebbe figli; si sposò ancora con la Anna Teresa di Savoia (1717–1745) ed ebbe figli; sposò Vittoria d'Assia-Rotenburg (1728–1792) senza figli;
- François Armand Auguste de Rohan, cardinal de Soubise, Principe di Tournon (1º dicembre 1717–28 giugno 1758); celibe;
- François Auguste de Rohan, Conte di Tournon (16 settembre 1721–6 agosto 1736) celibe;
- René de Rohan, Abate di Luxeuil (26 luglio 1723–7 febbraio 1743) celibe.

## Ascendenza
|                                      |                                  |                                       | Genitori                             |  |  | Nonni |  |  | Bisnonni             |  |  | Trisnonni            |  |
|                                      |                                  |                                       |                                      |  |  |       |  |  | 8. François de Rohan |  |  | 16. Hercule de Rohan |  |
|                                      |                                  |                                       |                                      |  |  |       |  |  | 8. François de Rohan |  |  | 16. Hercule de Rohan |  |
|                                      |                                  | 17. Marie de Bretagne d'Avaugour      |                                      |  |  |       |  |  | 8. François de Rohan |  |  |                      |  |
| 4. Hercule Mériadec de Rohan-Soubise |                                  |                                       |                                      |  |  |       |  |  | 8. François de Rohan |  |  |                      |  |
|                                      |                                  | 9. Anne de Rohan-Chabot               | 18. Henri Chabot                     |  |  |       |  |  |                      |  |  |                      |  |
|                                      |                                  | 9. Anne de Rohan-Chabot               | 18. Henri Chabot                     |  |  |       |  |  |                      |  |  |                      |  |
|                                      |                                  | 9. Anne de Rohan-Chabot               | 19. Marguerite de Rohan              |  |  |       |  |  |                      |  |  |                      |  |
| 2. Jules de Rohan-Soubise            |                                  | 9. Anne de Rohan-Chabot               |                                      |  |  |       |  |  |                      |  |  |                      |  |
|                                      |                                  | 10. Louis Charles de Lévis            | 20. Charles de Lévis                 |  |  |       |  |  |                      |  |  |                      |  |
|                                      |                                  | 10. Louis Charles de Lévis            | 20. Charles de Lévis                 |  |  |       |  |  |                      |  |  |                      |  |
|                                      |                                  | 10. Louis Charles de Lévis            | 21. Marie de La Guiche               |  |  |       |  |  |                      |  |  |                      |  |
| 5. Anne Geneviève de Lévis           |                                  | 10. Louis Charles de Lévis            |                                      |  |  |       |  |  |                      |  |  |                      |  |
|                                      |                                  | 11. Charlotte de La Mothe-Houdancourt | 22. Philippe de La Mothe Houdancourt |  |  |       |  |  |                      |  |  |                      |  |
|                                      |                                  | 11. Charlotte de La Mothe-Houdancourt | 22. Philippe de La Mothe Houdancourt |  |  |       |  |  |                      |  |  |                      |  |
|                                      |                                  | 11. Charlotte de La Mothe-Houdancourt | 23. Louise de Prie                   |  |  |       |  |  |                      |  |  |                      |  |
| 1. Marie Louise de Rohan-Soubise     |                                  | 11. Charlotte de La Mothe-Houdancourt |                                      |  |  |       |  |  |                      |  |  |                      |  |
|                                      | 12. Alexandre Guillaume de Melun | 24. Guillaume III de Melun            |                                      |  |  |       |  |  |                      |  |  |                      |  |
|                                      | 12. Alexandre Guillaume de Melun | 24. Guillaume III de Melun            |                                      |  |  |       |  |  |                      |  |  |                      |  |
|                                      | 12. Alexandre Guillaume de Melun | 25. Ernestine de Ligne-Arenberg       |                                      |  |  |       |  |  |                      |  |  |                      |  |
| 6. Louis I de Melun                  | 12. Alexandre Guillaume de Melun |                                       |                                      |  |  |       |  |  |                      |  |  |                      |  |
|                                      |                                  | 13. Jeanne Pélagie de Rohan-Chabot    | 26. Henri Chabot (= 18)              |  |  |       |  |  |                      |  |  |                      |  |
|                                      |                                  | 13. Jeanne Pélagie de Rohan-Chabot    | 26. Henri Chabot (= 18)              |  |  |       |  |  |                      |  |  |                      |  |
|                                      |                                  | 13. Jeanne Pélagie de Rohan-Chabot    | 27. Marguerite de Rohan (= 19)       |  |  |       |  |  |                      |  |  |                      |  |
| 3. Anne Julie de Melun               |                                  | 13. Jeanne Pélagie de Rohan-Chabot    |                                      |  |  |       |  |  |                      |  |  |                      |  |
|                                      |                                  | 14. François-Marie de Lorraine        | 28. Charles II de Guise-Lorraine     |  |  |       |  |  |                      |  |  |                      |  |
|                                      |                                  | 14. François-Marie de Lorraine        | 28. Charles II de Guise-Lorraine     |  |  |       |  |  |                      |  |  |                      |  |
|                                      |                                  | 14. François-Marie de Lorraine        | 29. Catherine-Henriette de Bourbon   |  |  |       |  |  |                      |  |  |                      |  |
| 7. Élisabeth-Thérèse de Lorraine     |                                  | 14. François-Marie de Lorraine        |                                      |  |  |       |  |  |                      |  |  |                      |  |
|                                      |                                  | 15. Anne de Lorraine                  | 30. Charles IV de Lorraine           |  |  |       |  |  |                      |  |  |                      |  |
|                                      |                                  | 15. Anne de Lorraine                  | 30. Charles IV de Lorraine           |  |  |       |  |  |                      |  |  |                      |  |
|                                      |                                  | 15. Anne de Lorraine                  | 31. Béatrice de Cusance              |  |  |       |  |  |                      |  |  |                      |  |
|                                      |                                  | 15. Anne de Lorraine                  |                                      |  |  |       |  |  |                      |  |  |                      |  |

## Titoli e appellativi
- 7 gennaio 1720 – 4 giugno 1736 Sua Altezza Mademoiselle de Soubise
- 4 giugno 1736 – 2 maggio 1743 Sua Altezza la Contessa di Marsan
- 2 maggio 1743 – 4 marzo 1803 Sua Altezza la Contessa Vedova di Marsan